# 尼诺·舒尔特
尼诺·舒尔特（德语，1986年5月13日—）生于格劳宾登州卢姆内齐亚，是一名瑞士男子自行车运动员，主攻山地自行车。他童年时时常被家人带到山上去，他也在7岁时开始接触山地自行车。2007年，他加入Scott-Sram MTB Racing队，成为职业车手。2018年，他获得年度最佳瑞士男运动员奖。